# Надгробие Филлипа Смелого

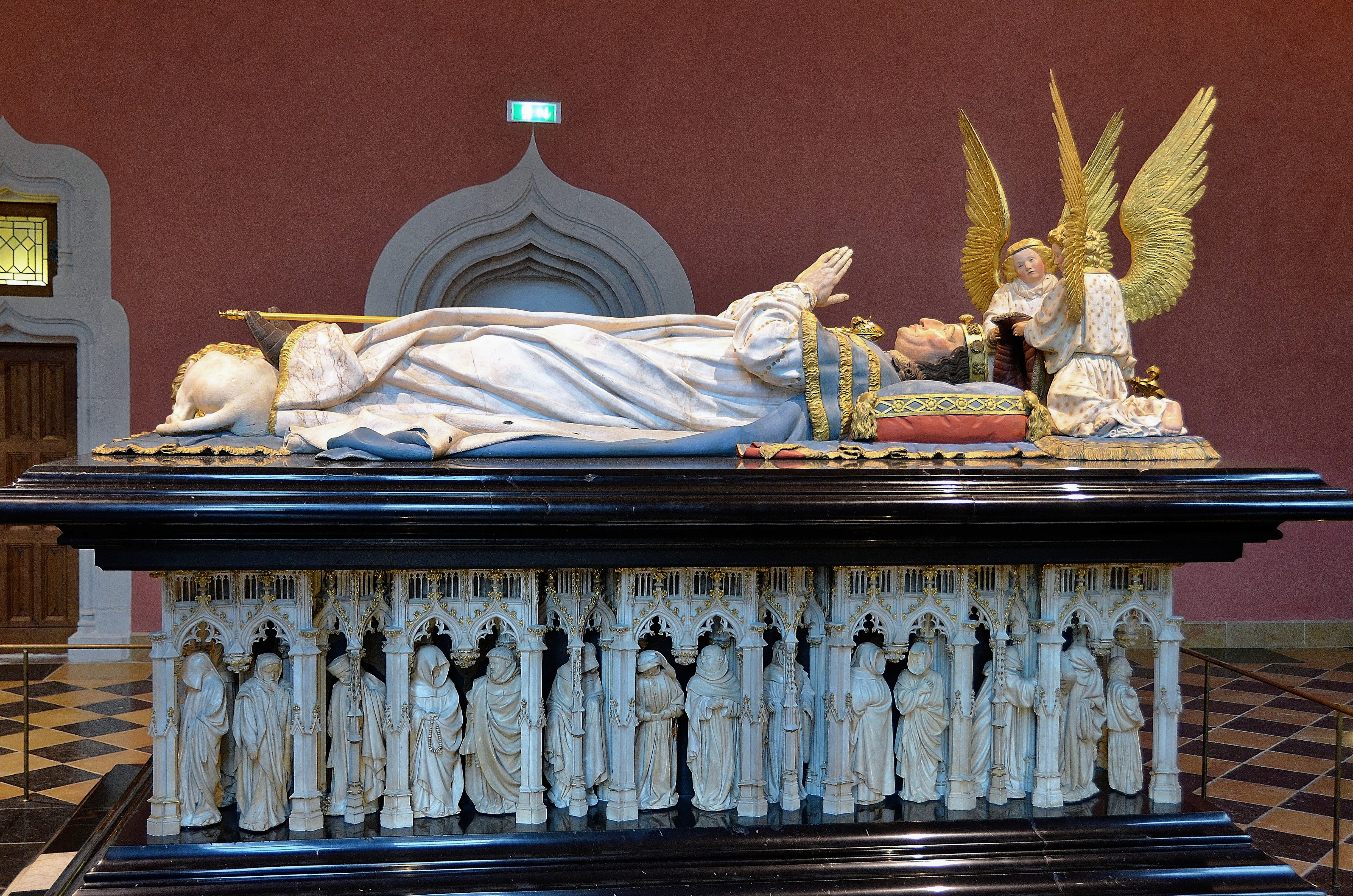
Надгробие Филиппа Смелого. Построена между 1384 и 1410 годами мастерскими Жана де Марвиля, Клауса Слютера и Клауса де Верва из итальянского и дианского черного мрамора, позолоченного алебастра и полихромии. Высота: 24,3 см (7 футов 11,75 дюйма)

Надгробие Филиппа Смелого — погребальный памятник, заказанный в 1378 году герцогом Бургундским Филиппом Смелым (ум. в 1404 году) для его захоронения в Шартрез-де-Шанмоль, картезианском монастыре, который он построил на окраине Дижона, в современной Франции. Строительством руководил Жан де Марвиль, который спроектировал надгробие и руководил строительством монастыря. Марвиль работал над надгробием с 1384 года, но работа продвигалась медленно до самой его смерти в 1389 году. В том же году Клаус Слютер взял на себя проектирование Шанмоля, включая гробницу. Филипп умер в 1404 году, а его погребальный памятник всё ещё был не завершён. После смерти Слютера около 1405/1406 годов, его племянник Клаус де Верв был нанят для завершения проекта, который он закончил в 1410 году.
Памятник изображает герцога лежащим на черной мраморной плите с открытыми глазами, сложенными руками и шлемом, который держат два ангела, а у его ног покоится лев. Ниже него, расположенные в чередующихся двойных арках и треугольных нишах, плевранты (траурные фигуры) идут, словно часть похоронной процессии. Фигурки были разработаны Слютером и приобрели большое влияние в последующие десятилетия. Сын Филиппа, Жан Бесстрашный (ум. в 1419 году) заказал похожую надгробие и набор фигур для себя и своей жены, Маргариты Баварской.
Памятники не были завершены и установлены до 1470 года, однако созданные для них плевранты превосходили те, что были на надгробии Филиппа, и, возможно, сегодня они более известны. Жан, герцог Беррийский (ум. в 1416 году) заказал подобную работу для своего захоронения, а позднее работа Слютера над могилой Филиппа вдохновила хорошо известных «Скорбящих в Дижоне», созданных поколением позже.
Сегодня надгробия Филиппа и Жана находятся в Музее изящных искусств Дижона.